# Andrés Francisco Simón Gómez
Blahoslavený Andrés Francisco Simón Gómez, řeholním jménem Eloy (Eligius) z Orihuely (30. listopadu 1876, Orihuela – 7. listopadu 1936, Crevillent), byl španělský římskokatolický kněz, řeholník Řádu menších bratří kapucínů a mučedník.

## Život
Narodil se 30. listopadu 1876 v Orihuele.
Po zahájení studiu v semináři vstoupil ke kapucínům v L'Olleria. Dne 10. prosince 1891 přijal hábit a jméno Eloy. Dne 1. prosince 1892 složil své řeholní sliby a 9. dubna 1899 byl vysvěcen na kněze. Působil jako profesor. Roku 1906 byl poslán na misii do Kolumbie, kde se stal sekretářem svého strýce biskupa Ct. Francisca Simón y Ródenas a kvardiánem kláštera v Bogotě. Poté se vrátil do své země a zde působil jako kvardián několika klášterů a provinční definitor.
Dne 18. července 1936 byl spolu s dalšími spolubratry vyhnán milicí z kláštera v Orihuele a odešel ke svému bratrovi. Dne 7. listopadu byl zatčen milicionáři a stejný den byl poblíž Crevillent ubodán k smrti.

## Proces blahořečení
Proces jeho blahořečení byl zahájen roku 1954 v arcidiecézi Madrid spolu s dalšími jedenatřiceti spolubratry kapucíny.
Dne 27. března 2013 uznal papež František jejich mučednictví. Blahořečeni byli 13. října 2013 ve skupině 522 španělských mučedníků.